# Nesrine Tafeche
Nesrine Tafeche, née le 15 février 1982, est une actrice et une chanteuse palestino-algérienne.

## Biographie

### Jeunesse
Nesrine Tafeche est née dans la ville d'Alep, en Syrie. Son père est palestinien, de la ville de Safed, tandis que sa mère est algérienne d'Oran avec des origines marocaines (la grand-mère maternelle de Nesrine est une berbère marocaine du Tafilalet,). Nesrine Tafeche est binationale, elle détient la nationalité syrienne par sa naissance, mais aussi la nationalité algérienne par sa mère. Elle quitte sa ville natale d'Alep en Syrie pour emménager à la capitale Damas en 1999 afin d'y poursuivre ses études. Elle rejoint ensuite l'Institut national des arts dramatiques de Damas et obtient son diplôme en 2008.

### Carrière d'actrice
Nesrine Tafeche obtient de nombreux rôles, y compris dans la série Printemps de Cordoue de Walid Saif. Dans cette série, Nesrine Tafeche joue le personnage de Subh, l'épouse du calife Al-Hakam II. Elle jouera également dans Aliénation palestinienne en 2004, Sabaya en 2009, et dans la série Sessions pour femmes en 2011.
En 2017, Nesrine Tafeche est classée 79e sur la liste des 100 plus beaux visages féminins du monde.

### Carrière de chanteuse
En 2017, sa carrière de chanteuse commence avec des chansons solo, Metghayyer aaliya, 123 Habibi et Illa maak en 2018.

## Filmographie

### Séries télévisées
- 2002 : Hulagu
- 2003 : Printemps de Cordoue : Subh
- 2004 : Beni Hilal : Saada
- 2004 : Grands rêves : Haïfa
- 2004 : Les hommes sous le capot
- 2004 : Aliénation palestinienne : Djamila
- 2005 : Corne de chèvre
- 2005 : Hommes et femmes : Najwa
- 2005 : Haines cachées : Rawan
- 2006 : Echo of the Soul
- 2006 : Advocates at the Gates of Hell
- 2006 : En attente : Basma
- 2006 : Au fil des jours : Haïfa
- 2006 : The People of Love  : Plusieurs personnages
- 2007 : Another Dawn
- 2009 : Sunset Tales
- 2009 : Le Chemin de l'Abeille : Reham / Salam
- 2009 : la maison de mon grand-père
- 2009 : Barrage de Founjan Al : Noujoud
- 2009 : Sabaya : Leila
- 2010 : Spot light  : Plusieurs personnages
- 2011 : Le Mirage : Rana
- 2011 : Sessions femmes : Hala
- 2012 : La famille des filles : Sarah
- 2014 : Cactus Alliance : Katya
- 2014 : Frères : Salma
- 2014 : La douceur de l'esprit
- 2015 : Dans des circonstances suspectes : Darrine
- 2015 : Le Parrain : Ryme
- 2015 : Les Mille et Une Nuits : Afnan / Kalila
- 2016 : Seigneur : Ouadha
- 2016 : l'école de l'amour
- 2017 : Windows : Rahaf
- 2017 : Désir : Chawk
- 2017 : Punition et pardon : Afra
- 2019 : Sanctuaires d'amour : Set El Hassan / Kronika

### Cinéma
- 2019 : The Secret Men's Club : Farida

## Théâtre
- Le mariage : Nour
- The Blind
- Al Tiya
- Un véhicule appelé Désir
- 2008 : Un tel coup

## Discographie
- 2017 : Metghayyer aaliya - Tu as changé[13]
- 2017 : 123 Habibi[14]
- 2018 : Ila maak - Rien qu'avec toi[15]
- 2019 : Ourid artah - Je veux me reposer
- 2019 : Chawki